# هيروتوشي يوكوياما
هيروتوشي يوكوياما (باليابانية: 横山 博敏) (9 مايو 1975 في كاغوشيما في اليابان – )؛ هو لاعب كرة قدم ياباني سابق كان يلعب كلاعب وسط.

## وصلات خارجية
- هيروتوشي يوكوياما على موقع رابطة كرة القدم اليابانية للمحترفين (اليابانية)
- هيروتوشي يوكوياما على موقع عالم كرة القدم.نت (الإنجليزية)